# برن (پودر)
برن (به انگلیسی: BRAN)
رده درمانی : گیاهان دارویی ملین
اشکال دارویی: پودر ۲۵۰ گرمی

## موارد مصرف
- درمان یبوست
- درمان کمکی در سندرم روده تحریک‌پذیر

برن در اختلالات دستگاه گوارش نظیر یبوست ، بیماریهای دیورتیکولار روده بزرگ و سندرم روده تحریک پذیر بکار می رود . ملین های حجیم کننده مدفوع برای پیشگیری از یبوست در بیمارانی که در حین اجابت مزاج نباید تحت فشار باشند مانند بیمارانی که زخم فرج دارند، هموروئید ، شقاق یا آبسه پرینه ای، فتق دیافراگم و تنگی آنورکتال مصرف می شود.

## مکانیسم اثر
پودر برن از پوسته خارجی گندم تهیه شده است و مواد موثره آن پلی ساکاریدها (سلولز [ همی سلولز و پکتین ) پروتئین، چربی و املاح است. برن احتمالا از طریق جذب و نگهداری آب باعث افزایش حجم و رطوبت مدفوع شده و این افزایش حجم موجب تحریک روده بزرگ و افزایش حرکات دودی و در نتیجه کوتاه شده زمان عبور مواد از روده و افزایش دفعات دفع می گردد.

## طرز مصرف
در بالغین: روزانه ۲ تا ۳ بار، هربار یک تا دو قاشق غذاخوری از پودر در یک لیوان آب میوه یا شیر حل شده و ۱۵ تا ۳۰ دقیقه قبل از غذا مصرف می‌شود. این فراورده باید همراه با مقادیر زیاد مایعات مصرف شود.

## احتیاط‌ها و موارد منع مصرف
- مصرف این دارو باعث کاهش جذب گلیکوزیدهای قلبی، داروهای ضد انعقادی و ویتامین B۱۲ می‌گردد.

- مصرف این دارو همانند دیگر ملین‌ها در کودکان کوچکتر از ۶ سال بدون تجویز پزشک توصیه نمی‌شود.

- مصرف این دارو در موارد آپاندیسیت، خونریزی رکتوم با علت نامشخص، نارسایی احتقانی قلب و انسداد روده، ممنوع است.

- مصرف این دارو بدون تجویز پزشک نباید بیش از یک هفته ادامه یابد.

- از مصرف این دارو لازم است تا دو ساعت بعد از مصرف